# Didier Mennecier
 (mai 2025).
Motif : Notoriété à démontrer à l'aide de sources secondaires émanant de médias nationaux sur une période de deux ans. Voir WP:PERGEN
- Archive Wikiwix
- Bing
- Cairn
- DuckDuckGo
- E. Universalis
- Gallica
- Google
- G. Books
- G. News
- G. Scholar
- Persée
- Qwant
- (zh) Baidu
- (ru) Yandex
- (wd) trouver des œuvres sur Wikidata

| 1. | Préciser le motif de la pose du bandeau. | Précisez le motif de la pose du bandeau en utilisant la syntaxe suivante : {{admissibilité à vérifier\|date=juin 2025\|motif=remplacez ce texte par le motif}}                        |
| 2. | Informer les utilisateurs concernés.     | Pensez à avertir le créateur de l'article, par exemple, en insérant le code ci-dessous sur sa page de discussion : {{subst:avertissement admissibilité à vérifier\|Didier Mennecier}} |

 (mai 2025).
La mise en forme du texte ne suit pas les recommandations de Wikipédia : il faut le « wikifier ».
Les points d'amélioration suivants sont les cas les plus fréquents. Le détail des points à revoir est peut-être précisé sur la page de discussion.
- Les titres sont pré-formatés par le logiciel. Ils ne sont ni en capitales, ni en gras.
- Le texte ne doit pas être écrit en capitales (les noms de famille non plus), ni en gras, ni en italique, ni en « petit »…
- Le gras n'est utilisé que pour surligner le titre de l'article dans l'introduction, une seule fois.
- L'italique est rarement utilisé : mots en langue étrangère, titres d'œuvres, noms de bateaux, etc.
- Les citations ne sont pas en italique mais en corps de texte normal. Elles sont entourées par des guillemets français : « et ».
- Les listes à puces sont à éviter, des paragraphes rédigés étant largement préférés. Les tableaux sont à réserver à la présentation de données structurées (résultats, etc.).
- Les appels de note de bas de page (petits chiffres en exposant, introduits par l'outil «  Source ») sont à placer entre la fin de phrase et le point final[comme ça].
- Les liens internes (vers d'autres articles de Wikipédia) sont à choisir avec parcimonie. Créez des liens vers des articles approfondissant le sujet. Les termes génériques sans rapport avec le sujet sont à éviter, ainsi que les répétitions de liens vers un même terme.
- Les liens externes sont à placer uniquement dans une section « Liens externes », à la fin de l'article. Ces liens sont à choisir avec parcimonie suivant les règles définies. Si un lien sert de source à l'article, son insertion dans le texte est à faire par les notes de bas de page.
- La présentation des références doit suivre les conventions bibliographiques. Il est recommandé d'utiliser les modèles {{Ouvrage}}, {{Chapitre}}, {{Article}}, {{Lien web}} et/ou {{Bibliographie}}. Le mode d'édition visuel peut mettre en forme automatiquement les références.
- Insérer une infobox (cadre d'informations à droite) n'est pas obligatoire pour parachever la mise en page.

Pour une aide détaillée, merci de consulter Aide:Wikification.
Si vous pensez que ces points ont été résolus, vous pouvez retirer ce bandeau et améliorer la mise en forme d'un autre article.
Didier Mennecier, né le 9 juin 1964, est un médecin militaire français, spécialisé en hépato-gastro-entérologie et en addictologie. Passionné par les nouvelles technologies, il est considéré comme l'un des pionniers de la e-santé et présenté dans la presse comme un « médecin geek ».

## Biographie
Didier Mennecier est né le 9 juin 1964 à Saint-Quentin dans le département de l'Aisne. Fils unique, il est marqué par le décès prématuré de son père en 1973. Après ce drame, il déménage avec sa mère à Amiens, où il poursuit sa scolarité au lycée La Providence.
Initialement attiré par une carrière d’ingénieur, il est encouragé par son oncle, Jean Languillon, médecin militaire et léprologue reconnu, à intégrer le Service de santé des armées. Il réussit le concours d’entrée à l’École du service de santé des armées de Lyon-Bron en 1982, où il suit une double formation médicale et militaire.
Il soutient sa thèse de médecine à l’université Claude-Bernard-Lyon-I, sur la maladie de Behçet et devient docteur en médecine en juin 1993.
En tant que médecin militaire, il est affecté au 54e régiment de transmissions, intégré à la brigade de renseignement et de guerre électronique. Cette période, marquée par une immersion dans le milieu du renseignement, lui permet de participer au soutien des forces spéciales du 13e régiment de dragons parachutistes.
En 1996, il réussit le concours d’assistanat des hôpitaux des armées et choisit l’hépato-gastro-entérologie comme spécialité. il effectue un assistanat de six ans à l’École du Val-de-Grâce et dans plusieurs hôpitaux militaires et civils parisiens. Il obtient plusieurs diplômes universitaires en hépatologie et en addictologie. 
En 2002, il obtient le Diplôme d'études spécialisées en hépato-gastro-entérologie et le diplôme d'études spécialisées complémentaire en addictologie. 
Affecté à l’hôpital d'instruction des armées Bégin, il y poursuit une carrière hospitalo-universitaire et participe activement aux réseaux de soins et de prévention.
En 2013, il rejoint la direction centrale du Service de santé des armées où il participe à la transformation numérique du Service de santé des armées. En 2015, Il prend la tête du centre de traitement de l'informatique médicale des armées qu'il transforme en direction des systèmes d'information et du numérique (DSIN) à Saint-Mandé.
Il est promu au rang et prérogatives de général de brigade avec appellation de médecin général le 1er janvier 2018. 
En septembre 2018, il est nommé directeur de la DSIN. Cette Direction conçoit le système d'information Axone dossier médicale unique des patients militaires dans les centres médicaux des armées. Il occupe la fonction d'autorité cyber du Service de santé des armées.
En 2021, il est nommé directeur de l’hôpital d'instruction des armées Desgenettes pour le transformer en un hôpital spécialisé des armées.
En 2024, il est nommé inspecteur technique des services médicaux et chirurgicaux des Armées tout en continuant sa pratique clinique.

### Un engagement dans l'innovation
Il est lauréat en 2015 de l’Académie nationale de médecine qui lui décerne le prix IDS Santé pour la « Création d’une solution numérique associant un site Internet Hepatoweb.com et des applications mobiles, pour faciliter le partage du savoir dans le domaine de l’hépato-gastroentérologie ». Cette approche innovante dans sa pratique médicale est relayée par le journal Le Monde pour son usage habituel d'Internet avec les patients et pour le développement d'Applications mobiles pour les patients.
En parallèle de ses activités médicales, il crée le site MedecinGeek.com, un blog consacré aux technologies numériques en santé, aux jeux vidéo et à l’usage des écrans. Lancé dans les années 2010, ce site est régulièrement cité comme une ressource de référence.
Il intervient et publie régulièrement sur les enjeux de cybersécurité hospitalière,.

## Publications et interventions
Didier Mennecier est l’auteur ou co-auteur de plusieurs publications scientifiques dans les domaines de l’hépatologie, de l’addictologie, du numérique en santé et de la cybersécurité hospitalière.

### Sélection de publications
- « Prévention et traitement des complications digestives de l’usage de l’alcool », in Michel Lejoyeux (dir.), Les Addictions, Elsevier Masson, 2023, chapitre 55, p. 487–498.lire en ligne.
- « Cyberattaques et hôpital », Médecine de Catastrophe - Urgences Collectives, vol. 4, 2020, p. 327–330. lire en ligne.
- « Le cardiologue est-il concerné par les cyberattaques ? », Archives des Maladies du Cœur et des Vaisseaux - Pratique, 2018. lire en ligne.
- « Big data et open data : quel accès pour la recherche ? », Thérapies, 2016, vol. 71(1), p. 97–105. lire en ligne.
- « La gastro-entérologie sur iPhone », La Revue de l'infirmière, no 176, décembre 2011, p. 15. lire en ligne.
- « Traitement de l’alcoolodépendance », EMC - Gastro-entérologie, 2009, vol. 4(3), p. 1–11. lire en ligne.
- « Factors predictive of complicated or severe alcohol withdrawal in alcohol dependent inpatients  », Gastroentérologie Clinique et Biologique, 2008, vol. 32(8-9), p. 792–797. lire en ligne
- « Melanosis coli? », The New England Journal of Medicine, 2004, vol. 350(2), p. 197. lire en ligne

## Distinctions

### Décorations françaises
- Chevalier de la Légion d'honneur (2019)[14]
- Officier de l'ordre national du Mérite (2024)[15]
- Chevalier de l'ordre des Palmes académiques (2016)[16]
- Médaille commémorative française, agrafe « Ex-Yougoslavie » agrafe « Timor Oriental » agrafe « Afghanistan »
- Médaille de l'OTAN pour l'ex-Yougoslavie
- Médaille de Bronze de la Défense nationale
- Médaille de l'OTAN Non-Article 5 pour les Balkans
- Médaille de Reconnaissance de la Nation
- Croix du combattant